# Victoria Lopyrova
Victoria Petrovna Lopyreva (en ruso: Викто́рия Петро́вна Лопырёва; 26 de julio de 1983, Rostov del Don, Rusia) es presentadora de televisión, modelo, y embajadora de la Copa Mundial de 2018 en Rusia.

## Biografía
Además de sus estudios en la escuela Victoria desde su infancia estudiaba música y aprendió a tocar el piano. Después entró en la Universidad Estatal Económica de Rostov y se graduó con un título en administración de empresas. Su infancia y juventud las pasó en Rostov del Don.
En 1999 ganó el título “Modelo del Don”, y después, en 2001, el título “Belleza de Rostov”. En 2001 Victoria fue nombrada modelo del año. A partir de ese momento, su carrera profesional se desarrolló muy rápido. En 2005 Victoria empezó su carrera en televisión.

## Carrera de modelo
- Finalista del concurso “Elite Model Look” - 1999
- Ganador del concurso “Super Model of the World” - 2000
- Modelo del Don – 2001
- El Mejor Modelo del Sur de Rusia – 2001
- Miss Foto de Rusi – 2001
- Cara del Año – 2001
- Furor del Año – 2001
- Belleza de Rostov – 2001
- Donbass OPEN – 2002
- Miss Rusia – 2003

Victoria trabajó de modelo con revistas famosas como Cosmopolitan, Maxim, Gala, Future TV, L’Oficiel, Beauty, Beauty Unlimited, NRG, OK!, HELLO!.
En 2005-2006 fue directora del concurso de belleza “Miss Rusia”.

## TV
- Presentadora de TV del concurso de belleza “Miss Europa” en cadenas centrales europeas
- Co-presentadora de Lev Novozhenov en programa “Pregunta! Otra pregunta” en NTV
- Presentadora de TV del programa “Noche de Fútbol” en NTV
- Participante del programa “El Último Héroe” en canal 1
- Presentadora de TV del programa “Deporte Real” en Post TV-2009
- Miembro del jurado del programa “Propiedad de la República” en canal 1
- Presentadora de TV del programa “¡Felicidad! Versión en Video” en canal “U”
- Curador en el programa “Academia de Moda” en MUZ TV
- Presentadora de TV “Socorro de Moda” en MUZ TV since 2011
- Presentadora del programa Fashion Chart en MUZ TV a partir de 2012
- Un papel en programa “Comedy woman” en TNT
- El programa “Amor Verdadero” - 2014
- Co-presentadora de Georgiy Cherdantsev en el programa “Juegos con Olimpo” – 2015

## Fútbol
Victoria se conoció con fútbol en 2007 trabajando de co-presentadora de Georgiy Cherdantsev en el programa “Noche de Fútbol”. Desde entonces, por su propia admisión, ella se involucró de fútbol en serio.
El 3 de junio de 2015 la gerencia de la Liga Premier de Rusia galardonó con el premio “Premier” a los futbolistas, los clubes de fútbol y los miembros del equipo, así como los medios de comunicación por la mayor contribución al desarrollo y la popularización del fútbol nacional. Victoria, exesposa del Fyodor Smolov, el delantero del FC Krasnodar, fue galardonada por “la mejor promoción del campeonato SOGAZ de Rusia de 20014/2015”.
En octubre de 2015 Victoria formalizó un contrato con la gerencia de “Rostov del Don-2018”  y se convirtió en la embajadora de la capital de la región en el Copa Mundial de 2018. La presentadora va a participar voluntariamente y gratuitamente en los eventos del campeonato, promover la imagen y las tradiciones de Rostov del Don y de toda la Rusia, hablar de los objetos de su ciudad en el campeonato y tomar parte en promoción de ideas del deporte y el modo de la vida sano.
De voluntaria Victoria organiza campañas de ayuda para niños y jóvenes con participación de famosos jugadores de fútbol rusos.

## Estrenas
- Título “Miss Rusia” - 2003
- Medalla “Para el trabajo valeroso” - 2009
- “Presentadora de televisión con más estilo” - 2009
- Medalla “Para el trabajo internacional con la juventud” - 2014